# José Higinio Ney
José Higinio Ney (Teapa, Tabasco  -  ?) fue un político mexicano, que nació en la villa de Teapa, estado de Tabasco, donde se dedicaba al comercio y al corte de maderas preciosas. Se ignora la fecha de su nacimiento. Fue Diputado por el estado de Tabasco, y cuando aún desempeñaba ese cargo, fue elegido Gobernador interino de Tabasco, cargo que desempeñó durante seis días.

## Gobernador interino de Tabasco
Siendo gobernador del estado Agustín Ruiz de la Peña, se ignoran los motivos por los cuales dejó la gubernatura, por lo que el Congreso del Estado, eligió al Diputado José Higinio Ney, para que se hiciera cargo de la gubernatura en forma interina, mientras se elegía al nuevo gobernador.
José Higinio Ney ocupó el cargo de Gobernador interino del estado durante seis días, al hacerlo desde el 2 de mayo de 1842, en que recibió la gubernatura del estado, de manos de Agustín Ruiz de la Peña, hasta el 7 del mismo mes y año cuando el Congreso del Estado, designó a José Julián Dueñas como Primer Vocal de la Junta Departamental y lo nombró gobernador interino, entre tanto se nombrara un gobernador propietario.

### Reincorporación de Tabasco
Ese mismo día 2 de mayo de 1842 cuando tomó posesión de la gubernatura José Higinio Ney, el Congreso del Estado, expidió un decreto, por medio del cual, se reincorporaba a Tabasco a la unión nacional, dicho decreto tuvo verificativo el 2 de diciembre de ese mismo año, cuando se oficializó la reincorporación de Tabasco a México.

## Otros cargos
El 25 de abril de 1857, se juró en el puerto de Frontera, Tabasco, la Constitución General de la República de ese año, y José Higinio Ney firmó el acta en su calidad de Juez de Paz Propietario. Se ignoran la fecha y lugar de su fallecimiento.